# Judy Baca
Judith Francisca Baca dite Judy Baca (née le 20 septembre 1946) est une artiste, militante et professeur américaine d'études chicanos, d'arts et de cultures du monde basée à l'Université de Californie à Los Angeles. Elle est cofondatrice et directrice artistique du Social and Public Art Resource Center (SPARC) à Venice (Los Angeles), en Californie. Judy Baca est la directrice du projet de peinture murale qui a donné naissance à la Grande Muraille de Los Angeles, le plus grand projet de fresque communautaire au monde,.

## Biographie

### Jeunesse
Judy Baca naît à Los Angeles le 20 septembre 1946 de parents mexicano-américains. Elle grandit à Watts (Los Angeles), une région à prédominance noire et latina. Elle vit dans une maison entièrement féminine, composée de sa mère, de ses tantes Rita et Delia et de sa grand-mère Francisca. Son père, militaire, n'a jamais eu connaissance de son existence et est retourné sur la côte Est après sa naissance, Sa grand-mère est herboriste et pratique le curanderismo, ce qui influence profondément son sens de la culture indigène chicano.
La mère de Judy Baca épouse plus tard Clarence Ferrari en 1952 et Judy Baca se retrouve avec un demi-frère, Gary, et une demi-sœur, Diane. Ensuite, ils déménagent  tous trois à Pacoima (Los Angeles). Ce quartier s'annonce radicalement différent de Watts : les Mexicano-Américains sont minoritaire à Pacoima.

### Éducation
Interdite de parler espagnol à l’école primaire, Judy Baca ne connaît pas très bien l’anglais. Son enseignante l'envoie peindre dans le coin pendant que les autres enfants suivent les leçons. Au fil du temps, le temps de comprendre les manuels scolaires, Judy Baca commence à progresser en classe. Dans le secondaire, sous les encouragements de son professeur d'art, elle commence à dessiner et à peindre. Elle obtient son diplôme à la fin de ses années au lycée Bishop Alemany en 1964.
Elle fréquente ensuite l'Université d'État de Californie à Northridge (CSUN) et y obtient sa licence (BA) en 1969 puis une maîtrise (MA) en beaux-arts en 1979. Judy est la première Baca à fréquenter l'université. En fait, Judy Baca interrompt brièvement ses études faute de moyens financiers. Elle décroche un emploi dans l'illustration industrielle et y travaille jusqu'à ce qu'elle ait envie de retourner à l'université et d'obtenir sa licence en beaux-arts. Là-bas, elle étudie et se forme à l'art abstrait moderne. Elle veut créer un art accessible au-delà des contraintes de la galerie et du musée. Elle souhaite faire de l'art pour les gens qu'elle aime, mais ignore qui peut bien fréquenter les galeries : « Je me suis dite : si je mets mon travail dans des galeries, qui se déplacera pour le voir ? Personne de ma famille n'avait mis les pieds allés dans une galerie de toute leur vie. Mes voisins ne sont jamais allés dans des galeries... Et cela me paraissait illogique à l'époque d'enfermer l'art sous clef entre des murs. ». Ses études supérieures terminées, Judy Baca poursuit sa formation en partant étudier le muralisme à la Tallera Siqueiros à Cuernavaca, au Mexique.

## Œuvres d'art

### Las Vistas Nuevas
À l'été 1970, Judy Baca décide de créer une fresque murale à Boyle Heights afin de fédérer la communauté mexicaine. Dans la première équipe, elle compte vingt membres de quatre gangs différents, et le groupe choisit le nom de Las Vistas Nuevas (« Les Nouvelles Vues »). La fresque murale qu'ils créent montre des images qui se veulent familières aux Américains d'origine mexicaine qui vivent dans le quartier. « Je veux utiliser l'espace public pour porter une voix publique et une conscience publique à l'égard des personnes qui constituent, en fait, la majorité de la population mais qui ne sont représentées d'aucune manière visuelle. ».

### Raspados Mojados
Pour Raspados, Mojados (« râclés, mouillés »), Judy Baca utilise un chariot de vendeur ambulant comme installation sculpturale pour aborder les problèmes d'immigration et les fausses déclarations sur les Mexicains vivant aux États-Unis. Les vendeurs ambulants de Los Angeles vendent constamment des glaces ainsi que des collations mexicaines, des cocktails de fruits, des épis de maïs et des granités. Cela attire l'attention sur Los Angeles et de faire adopter des lois sur les chariots dans n'importe quelle ville. À l’avant du chariot, une peinture représentant un Mexicain intitulée « étranger illégal, travailleur sans papiers » qui est le thème principal du tableau présenté sur le chariot. Sur un côté du chariot se trouve une peinture représentant un homme qui est traîné à travers une clôture représentant la frontière entre le Mexique et les États-Unis avec les États-Unis. Elle est étiquetée Bracero Wars ou également connue sous le nom de Programme de travail agricole mexicain. Bracero est un terme espagnol signifiant « ouvrier manuel » ou « celui qui travaille avec ses bras ».
Le programme Bracero débute le 4 août 1942, alors que de nombreux producteurs craignaient que la Seconde Guerre mondiale n'entraîne une pénurie de main-d'œuvre dans les emplois agricoles mal rémunérés. C'est alors que naît  l'idée d'amener légalement les Mexicains pour remédier à ces pénuries. Les Mexicains signe des contrats pour venir légalement aux États-Unis uniquement pour travailler dans le secteur agricole lorsque cela est nécessaire. Ils  bénéficient d'un logement gratuit, de repas à des prix raisonnables, d'une assurance fournie aux frais de l'employeur et d'un transport gratuit vers le Mexique à la fin de leur contrat. Ils ne sont autorisés à embaucher des immigrants que là où il y a des pénuries, mais les règles ne sont pas respectées. Les producteurs profitent de la faim des travailleurs mexicains grâce à leur main d’œuvre bon marché.
À côté de ce tableau, il y en a un avec des Mexicains travaillant à la ferme, avec de la peinture ou des tatouages sur le dos, ainsi qu'un autre avec les gratte-ciel de Los Angeles pendant que des femmes passent le balai et travaillent. Les tatouages montrent leur héritage et leurs origines ainsi que la façon dont ils ont été maltraités par les États-Unis et ce que c'était que de croiser de nombreux autres immigrants mexicains pour aider à subvenir aux besoins de leurs familles.

### Mi Abuelita
Leur premier projet concerne trois murs d'une scène extérieure du parc Hollenbeck. Mi Abuelita (« Ma petite grand-mère ») est une peinture murale qui représente une grand-mère mexicano-américaine avec les bras tendus comme pour faire un câlin. « Cette œuvre reconnaît la position primordiale de la matriarche dans les familles mexicaines. Elle a également marqué la première étape du développement d'un processus collectif unique qui utilise l'art comme médiateur entre les membres de gangs rivaux en compétition pour l'espace public et l'identité publique. ».
La police locale n'est pas enthousiaste à l'idée que des membres de gangs rivaux travaillent ensemble, craignant que la collaboration tourne en réglement de comptes entre gangs. Judy Baca se met également à travailler sur la fresque sans l'autorisation de la ville ou du directeur du parc Hollenbeck, ce qui a suscité des questions de la part de son superviseur et d'autres responsables de la ville.  
Malgré tous ces ennuis, Judy Baca veut terminer le projet. Elle a des guetteurs qui signalent à l'équipe de la fresque si des membres de gangs rivaux se dirigent vers le chantier ou si la police arrive. Un jour, un fonctionnaire de la ville se rend au parc parce qu'il reçoit des plaintes concernant le projet. Après avoir constaté les progrès réalisés et la bonne collaboration des membres de l'équipe, il donne à Judy Baca la permission de la ville de terminer la fresque. « La ville était émerveillée par le travail que je faisais, en réalisant des peintures murales avec des enfants qui effrayaient les directeurs des centres de quartier. ».
Après son achèvement, la communauté a adoré Mi Abuelita . Judy Baca déclare : « Tout le monde était concerné. Les gens ont apporté des bougies sur ce site. Pendant 12 ans, les gens ont mis des fleurs à la base de l'image de la grand-mère. » Las Vistas Nuevas auront réalisé un total de trois peintures murales cet été-là. 
Après les peintures murales, on propose à Judy Baca un poste en 1970 en tant que directrice d'un nouveau programme de peintures murales à l'échelle de la ville. Elle est chargée de créer ce programme à partir de zéro, y compris du choix de l'emplacement des peintures murales, la conception des peintures murales et la supervision des équipes de peintres, qui seront composées d'adolescents en difficulté avec la police. Des membres du groupe original Las Vistas Nuevas sont embauchés pour aider à gérer le programme multi-sites de Judy Baca. Ce groupe peindra plus de 500 peintures murales.
Dans ce nouveau travail, elle rencontre ses premiers problèmes avec la censure. Les habitants des quartiers où des peintures murales sont créées veulent montrer tous les aspects de la vie de leur quartier, les bons comme les mauvais. La ville ne souhaite cependant pas que des sujets controversés soient représentés dans ces peintures murales. Dans un cas, lorsque la ville s'oppose à une fresque représentant des personnes en lutte avec la police, elle menace de cesser de financer le programme si Judy Baca ne la retirait pas. Judy Baca a déclaré : « J'ai vraiment aimé l'idée que l'œuvre ne puisse appartenir à personne. Donc, cela n'allait pas intéresser les riches, ni les possédants, et il n'était pas nécessaire qu'il réponde aux réserves de l'art qui intéresseraient les musées. ». Plutôt que de céder, elle crée le Social and Public Art Resource Centre (SPARC) en 1976 pour continuer à financer la création de peintures murales en public.
Les efforts de Judy Baca pour inclure la communauté dans ses processus artistiques la rendent unique à son époque. Rassembler les jeunes pour créer de l'art laisse une impression durable à Los Angeles, faisant évoluer la culture chicana. L'implication des jeunes pauvres de couleur dans les processus artistiques de Judy Baca a changé la façon dont la culture suprémaciste blanche, capitaliste et patriarcale percevait leur place dans la société. Peut-être plus important encore, le programme de peintures murales à l'échelle de la ville de Judy Baca a renforcé la communauté et a donné aux gens un but.

### The World Wallet autres projets
En 1987, elle commence à peindre The World Wall: A Vision of the Future Without Fear, une peinture qui montre le monde sans violence. Elle croit que la première étape vers la paix dans le monde consiste à l’imaginer, et elle souhaite que des artistes du monde entier l’aident à le peindre. Elle souhaite qu'il soit peint en panneaux afin d'être déplacé sur différents endroits. Après des années de planification et de contributions d'artistes d'autres pays, le tableau fait ses débuts en Finlande en 1990. L'idée de base est que lorsque les panneaux voyageraient à travers le monde, chaque pays hôte ajouterait son propre panneau à la collection. Parmi les pays d'escale, il y a la Russie, Israël/Palestine, le Mexique et le Canada.
En 1988, le maire de Los Angeles , Tom Bradley, lui demande de créer le Neighbourhood Pride Program, un projet de peinture murale à l'échelle de la ville. Le projet emploie plus de 1 800 jeunes à risque et permet la création de plus de 105 peintures murales dans toute la ville. En 1996, elle crée La Memoria de Nuestra Tierra (« La mémoire de notre terre ») pour l'aéroport international de Denver. Ce projet prend une tournure sentimentale pour Judy Baca, car ses grands-parents ont fui le Mexique pendant la révolution mexicaine et sont venus à La Junta (Colorado). L'intention de la peinture murale est « non seulement de raconter les histoires oubliées de personnes qui, comme les oiseaux ou l'eau, voyageaient librement à travers le pays, avant qu'il n'y ait une ligne qui distinguait de quel côté vous veniez, mais de parler à notre communauté humaine commune ». condition de résidents temporaires de la terre... La réalisation de cette œuvre était une excavation d'un souvenir de leur histoire. ». Le projet s'est achevé en 2000.
Judy Baca mène des recherches en interrogeant des résidents et dirige un atelier avec des étudiants de l'Université du Colorado Sud. Dans un garage de Pueblo, elle trouve une photo prise par Juan Espinosa, photographe et fondateur de El Diario de la Gente à Boulder (Colorado). La photographie montre un instant d'une réunion importante entre Corky Gonzales de la Croisade du Colorado pour la justice et César Chávez des Travailleurs agricoles unis, et leur accord pour importer au Colorado le mouvement de grève du raisin de Delano (Californie).
Judy Baca prend la parole lors de la consultation « Contre le mur : ruine et renouvellement des peintures murales de Los Angeles » organisée à la galerie Morono Kiang, en face de la célèbre fresque du Pape de Broadway. La même année, elle réalise le monument César Chávez, l'Arche de la dignité, de l'égalité et de la justice. Il se trouve à l'Université d'État de San José et présente un portrait de César Chávez, du Mahatma Gandhi et de Dolores Huerta.

### Art et féminisme
En tant que chicana, elle souhaite autonomiser les femmes de couleur et fédérer sa communauté à Los Angeles. Judy Baca le fait en mettant en lumière la beauté et le pouvoir enrichis par la culture chicana à travers l'art public. Les processus derrière les images créées par Baca sont tout aussi puissants : le principe de Judy Baca dans son processus artistique est d'impliquer des jeunes défavorisés afin d'évoquer un sentiment de communauté et de permettre la croissance. D'une certaine manière, ces actes rendent l'art de Baca féministe. D'un autre côté, l'identité est personnelle, et seule Judy Baca a le pouvoir de s'identifier, ainsi que son art, comme féministes. Après son divorce et son emménagement à Venice, elle s'implique dans des réunions dites de « sensibilisation ». Après avoir été invitée à l'une des réunions par son nouveau propriétaire, Judy Baca dit avoir commencé à rencontrer d'autres femmes professionnelles pour la première fois de sa vie. « Des femmes qui étaient médecins, avocates, biologistes et chimistes, et je n'avais jamais rencontré personne comme ça. J'étais complètement étonnée par la possibilité de ce qui était disponible pour les femmes. ». Grâce à celles-ci, elle est initiée par Judy Chicago à l'art féministe  et inspirée par quelques-unes de ses œuvres, intitulées Woman's Space, Woman's Building et Feminist Studio Workshop.

## Création du SPARC

### Grande Muraille de Los Angeles
Le Centre de ressources en art social et public (Social and Public Art Resource Center, SPARC) est fondé en 1976 par Judy Baca, l'artiste/enseignante Christina Schlesinger et la cinéaste/réalisatrice Donna Deitch. La direction artistique s'inspire de l'idée que les arts doivent être au centre des gens ordinaires. Le premier projet de SPARC est la Grande Muraille de Los Angeles. Judy Baca envisage un projet de fresque pour East Los Angeles, mais le conseil municipal refuse son projet, affirmant qu'il n'y a pas de gangs à East Los Angeles. S'inspirant du conseil d'un ami selon lequel elle ne rêve pas assez grand, Judy Baca réexamine la portée de son projet. Judy Baca commence à planifier un projet de fresque à l'échelle de la ville : « Cela va être une façon pour nous d'organiser les gens dans chaque communauté. Il s’agira de la peinture des Noirs du centre-sud de Los Angeles. Il s’agira des Chicanos à East Los. Il s’agira des Philippins à Echo Park. Il s’agira des Japonais de Little Tokyo. Et c’est exactement ce qu'il s’est produit. ».
Judy Baca est embauchée par le Corps du génie de l'armée américaine pour aider à améliorer la zone autour d'un canal de contrôle des inondations de la vallée de San Fernando appelé Tujunga Wash. Il s'agit essentiellement d'un fossé qui contient un grand mur de soutènement en béton. Son idée de peinture murale est de peindre une histoire de la ville de Los Angeles, mais pas la version que l'on trouve dans les livres d'histoire. Les événements passés sous silence sont ceux qui l'intéressent : « C'était un excellent endroit pour amener des jeunes d'origines ethniques variées de toute la ville à travailler sur une vision alternative de l'histoire des États-Unis, incluant des personnes de couleur qui avaient été exclues des livres d'histoire américains. ». Judy Baca dit également que la métaphore déterminante de la peinture murale serait que « c'est un tatouage sur la cicatrice où coulait autrefois le fleuve. ». Judy Baca s'inspire de Los tres Grandes (« Les Trois Grands »), un roman sur trois des muralistes mexicains les plus influents : Diego Rivera, David Alfaro Siqueiros et José Clemente Orozco. En 1977, elle participe à un atelier à la Tallera Siqueiros à Cuernavaca, au Mexique, pour apprendre les techniques du muralisme et voir leurs peintures murales en personne. Même si les trois artistes étaient déjà décédés à ce moment-là, Judy Baca a pu travailler avec certains des anciens élèves de Siqueiros.
À son retour et au début de ce projet, Judy Baca prend la décision explicite d'impliquer des personnes de la communauté pour représenter des voix historiquement marginalisées. Au début du projet de fresque en 1976, Judy Baca, grâce au financement de la Loi globale sur l'emploi et la formation (CETA), commence à travailler avec neuf autres artistes, cinq historiens et 80 jeunes qui avaient été orientés vers le programme par le ministère de la justice pénale. Pour Baca, le projet ne consiste pas seulement à peindre une fresque murale, mais plutôt à investir dans la communauté d'une manière qui n'a jamais été faite auparavant. Judy Baca prend la tête du projet en interrogeant les gens sur leur vie, leur histoire familiale, leur ascendance et les histoires qu'ils se souviennent d'avoir entendues de la part de leurs parents plus âgés, ainsi qu'en consultant des experts en histoire. À partir de là, elle est capable de créer le dessin de la peinture murale. Lors de sa première présentation au public, certains des événements peints dans la fresque représentent notamment, mais sans s'y limiter, le Dust Bowl, l'internement des Américains d'origine japonaise pendant la Seconde Guerre mondiale, les émeutes zazous et les Bus de la liberté.
Judy Baca souhaite que le projet soit réalisé par des personnes aussi diverses que celles à peindre. Elle déclare : « Je m'appuie sur des compétences qui ne sont normalement pas utilisées par les artistes. J'ai appris autant que j'ai enseigné auprès des jeunes que j'ai eu la chance de connaître en travaillant à leurs côtés ». De cette manière, même si on ne parle pas encore de militantisme artistique ou que l'artivisme n'avait pas encore été inventé au moment de ce projet, en se concentrant sur le processus et en impliquant la communauté dans la création d'œuvres d'art public qui partagent les histoires de personnes marginalisées ; Judy Baca s'engage dans un projet artiviste. Travailler avec les jeunes lui apparaît important car elle constate que beaucoup d'entre eux, impliqués dans des gangs, utilisent également le graffiti pour s'exprimer et revendiquer un territoire. Judy Baca estime que le muralisme est une façon de rediriger l'énergie de ces jeunes et de bâtir une communauté à travers des expériences positives.
Même si Judy Baca fait beaucoup de progrès dans la construction d'une communauté avec des jeunes impliqués dans des gangs, elle a du mal à comprendre à quel point les projets et les espaces de fresques murales étaient sexués. La plupart des jeunes avec lesquels elle travaille sont des jeunes hommes car, comme elle le déclare, « à cette époque, les garçons étaient les seuls que les parents acceptaient ». Mais Judy Baca constate également qu'il existe une hostilité à l'égard de l'idée des femmes dans ces espaces publics et des idéaux féministes en général. Pour cette raison, en ce qui concerne le projet de la Grande Muraille de Los Angeles, l'artiste-peintre commence à travailler activement pour se connecter à d'autres créatrices féministes et recruter activement des jeunes femmes pour participer à ses projets de fresques.
Judy Bacafait participer des personnes de tous âges et de tous horizons. Certains, des érudits et des artistes, mais la majorité sont de simples membres de la communauté. « Réaliser une fresque murale, c'est comme une grande production cinématographique, cela peut impliquer 20 échafaudages, 4 camions et de la nourriture pour 50 personnes. ». Quatre cents personnes viennent aider à peindre la fresque, qui prend sept étés pour être achevée en 1984.  À la fin du projet, la fresque mesure un demi-mile (près de 840 mètres) de longueur et a offert à plus de 400 personnes des opportunités d'emploi et de développement du leadership. Il est intéressant de noter que bien que le projet original prévoyait une peinture qui représente l'histoire de la Californie depuis l'époque des dinosaures jusqu'en 1910, l'artiste poursuit le projet, en ajoutant près de 350 pieds (environ 107 mètres) à la peinture murale chaque année. Bien que la fresque mesure désormais 2 754 pieds (près de 840 mètres) de longueur, elle n'est pas encore terminée. Il est proposé de poursuivre le projet jusqu'à ce que la fresque atteigne environ un mile (1,6 km) de longueur afin qu'elle puisse représenter non seulement l'époque contemporaine, mais aussi une vision de l'avenir.

## Carrière dans l'enseignement
Judy Baca commence à enseigner à son alma mater, le lycée Bishop Alemany. Elle enseigne un programme connu sous le nom Allied Arts, qui combine de nombreuses disciplines artistiques, et crée son premier projet de fresque murale avec ses étudiants. Elle est licenciée après avoir participé à des manifestations publiques contre la guerre du Viêt Nam. Judy Baca entame une chaire à l'Université de Californie à Irvine en 1980 et la quitte en 1994. L'année suivante, elle met en œuvre l'atelier de formation des muralistes pour enseigner aux gens les techniques qu'elle a acquises. Elle est également professeur à l'Université de l'État de Californie. à Monterey Bay, de 1994 à 1996, où elle cofonde le département du Visual & Public Arts Institute. En 1996, Elle rejoint l'Université de Californie à Los Angeles (UCLA) et y assume plusieurs rôles. En 1993, elle cofonde le Centre d'études interdisciplinaires César Chávez de l'UCLA, une institution dont elle est vice-présidente. En 1998, elle est maître artiste en résidence pour le rôle des arts dans le dialogue civique à l'Université Harvard.
Judy Baca enseigne l'art dans le système UC depuis un peu plus de trente ans, dont 15 années au département d'études Chicana/o de l'UCLA César E. Chávez. En 2002, elle est nommée conjointement au département des arts et de la culture du monde, et en 2014, elle est nommée professeur titulaire du département.

### Ateliers
- Conférence de Stockholm : Community Mural Art and Social Change An international exploration of collective Mural Art as a tool to raise unheard voices.[m][19]
- Atelier mural de Toronto, 10 avril 10 2015[20]
- Atelier des Émancipations 10 avril 10 2015[21]

## Activités récentes ou actuelles
En mars 2010, Judy Baca fait partie d'un projet de peinture murale à East Bay, en Californie du Nord, le Richmond Mural Project, une fresque en cinq panneaux présentant différents thèmes chacun. L’objectif du projet est de connecter les citoyens et de partager leurs origines très diverses. L'artiste fait également partie d'un groupe qui a réussi à préserver sa fresque murale, Danza Indigenas, à Baldwi Park, après de violentes manifestations et actes de vandalisme contre l'œuvre d'art. Judy Baca joue également un rôle important dans le groupe Mural Rescue Program, programme qui vise à restaurer, préserver/stabiliser et conserver les peintures murales (peintes et numériques) qui ont été peintes ou imprimées sur des substrats et des murs construits dans des environnements publics. L'un des projets les plus récents et en cours de l'artiste est « Nouveau Codex-Oaxaca-Immigration et mémoire culturelle » (New Codex-Oaxaca-Immigration and Cultural Memory). Ce projet consiste à partager des œuvres d'art et des histoires de ceux qui émigrent du Mexique (à savoir Oaxaca) aux États-Unis ; pourquoi ils émigrent, ce qu'ils laissent derrière eux, ce qui se passe qui les pousse à partir, etc. Judy Baca est impliquée dans le choix des œuvres d'art qui sont exposées, dans la sensibilisation communautaire pour aider à trouver des moyens permettant à ces immigrants d'avoir un résultat stable, et engager une conversation dans la communauté, en utilisant les œuvres de ces migrants.

## Œuvres notables

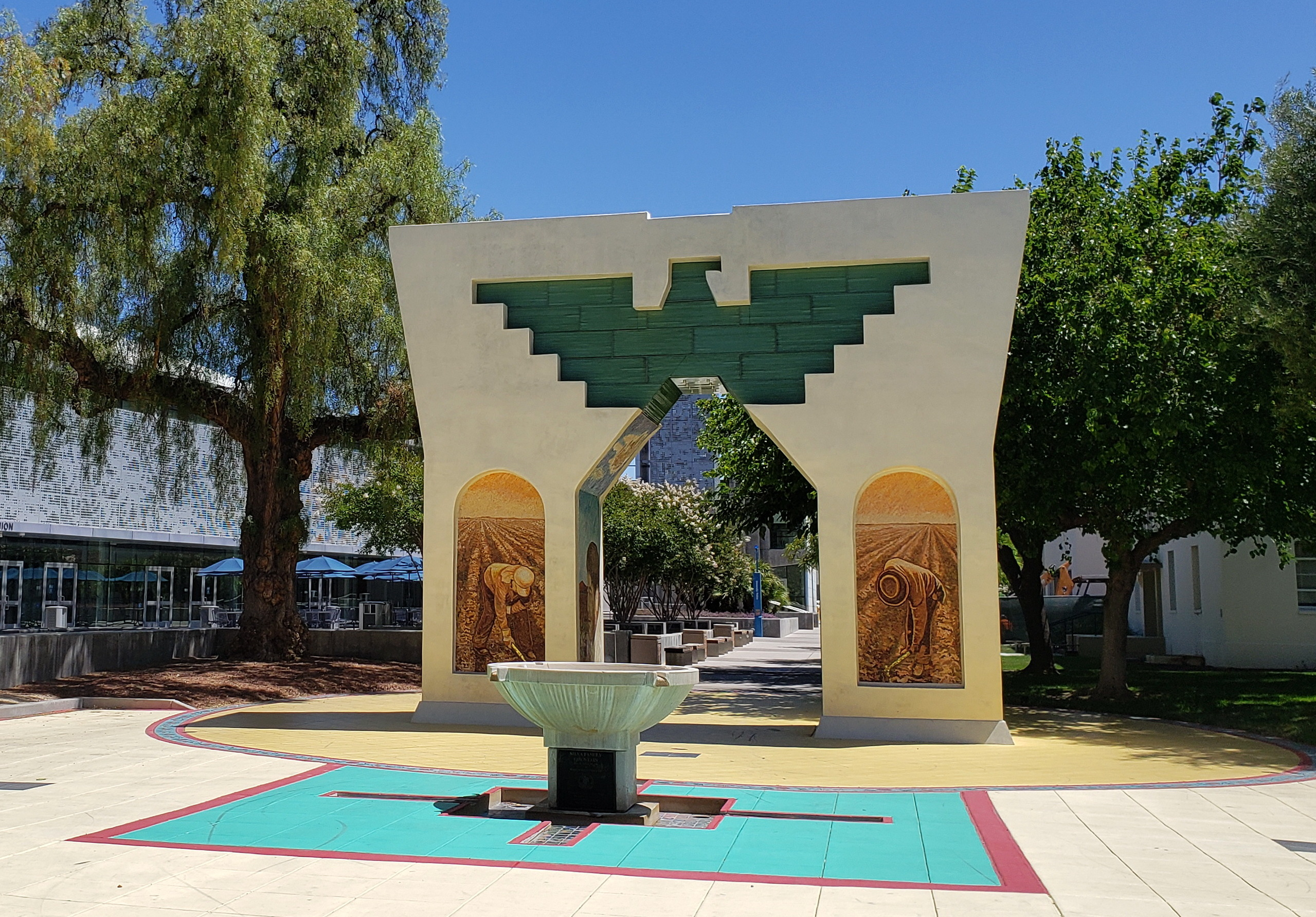
Mémorial César Chávez à l'université d'État de San José.

- Mi Abuelita, 1970, Hollenbeck Park, Los Angeles (Californie)
- Great Wall of Los Angeles, 1976–ce jour, Van Nuys (Californie)
- History of Unitarianism, 1981,première église uniatrienne de Los Angeles, Los Angeles (Californie)
- Danza Indigenas, 1994, réseau Metrolink, maintenu par Amtrak, Baldwin Park, (Californie)[24]
- La Memoria de Nuestra Tierra, 1996,Université de Californie du Sud.
- Memoria de Nuestra Tierra, 2001, Denver (Colorado), Aéroport international de Denver
- Digital tile murals, 2000, Ville de Los Angeles, Venice Beach, Californie
- Migration of the Golden People, 2002, Central American Research and Education Center of Los Angeles
- César Chávez Memorial, 2008, Université d'État de San José, San Jose, Californie
- Danza de la Tierra, 2009, Dallas Latino Cultural Center, Dallas (Texas)
- Ataco, El Salvador Murals, 2009 sur l'invitation de l'ambassade des États Unis à Ataco, Salvador
- Tiny Ripples of Hope et Seeing Through Others Eyes, 2010, Robert F. Kennedy Memorial Ambassador Hotel, Los Angeles (Californie)
- La Gente del Maiz, 2011, Miguel Contreras Learning Complex, Los Angeles (Californie)
- The Extraordinary Ordinary People, 2013, Richmond Civic Center, Richmond, (Californie)
- Find Your True Voice, 2013 Sandra Cisneros Learning Academy, Los Angeles (Californie)

## Dans les médias
- Dans Mur murs, film documentaire d'Agnès Varda de 1982, Judy Baca fait partie des personnages principaux qui montrent et contextualisent leurs œuvres[25].
- Dans !Woman Art Revolution (!W.A.R.), documentaire de Lynn Hershman Leeson de 2010, Judy Baca explique son positionnement artiviste[26].